# Serie A 2015-2016 (pallacanestro in carrozzina)
La Serie A FIPIC 2015-2016 è la 39ª edizione del massimo campionato italiano di pallacanestro in carrozzina.
Le squadre partecipanti sono 10 e contendono al Santa Lucia Sport Roma il titolo. Alle 10 squadre rimaste in serie A si aggiungono 2 squadre provenienti dalla serie B 2014-2015. Tuttavia la mancata iscrizione al campionato di 3 squadre, partecipanti alla Serie A 2014-2015, e al ripescaggio del Santo Stefano Banca Marche ha ridotto il numero di squadre partecipanti a 10.

## Regolamento

### Formula
Le 10 squadre partecipanti disputano un gironi all'italiana, con partite d'andata e ritorno. Al termine della stagione regolare, le prime quattro classificate sono ammesse ai play-off scudetto, mentre l'ultima retrocede in Serie B.

## Stagione regolare

### Classifica
|  |     | Classifica stagione regolare 2015-2016 | PT | G  | V  | P  | PF   | PS   | Dif  |
|  | --- | -------------------------------------- | -- | -- | -- | -- | ---- | ---- | ---- |
|  | 1.  | SSD Santa Lucia Sport Roma             | 34 | 18 | 17 | 1  | 1245 | 796  | 449  |
|  | 2.  | Unipol Briantea 84 Cantù               | 32 | 18 | 16 | 2  | 1342 | 886  | 456  |
|  | 3.  | DECO Group Amicacci Giulianova         | 28 | 18 | 14 | 4  | 1234 | 1002 | 232  |
|  | 4.  | GSD Porto Torres                       | 26 | 18 | 13 | 5  | 1265 | 1042 | 223  |
|  | 5.  | Cimberio HS Varese                     | 20 | 18 | 10 | 8  | 1030 | 1005 | 25   |
|  | 6.  | Dinamo Lab Banco di Sardegna           | 14 | 18 | 7  | 11 | 1057 | 1120 | -63  |
|  | 7.  | Padova Millennium Basket               | 12 | 18 | 6  | 12 | 1098 | 1259 | -161 |
|  | 8.  | Santo Stefano Banca Marche             | 8  | 18 | 4  | 14 | 878  | 1058 | -180 |
|  | 9.  | Special Bergamo Sport Montello         | 6  | 18 | 3  | 15 | 924  | 1179 | -255 |
|  | 10. | Laumas Elettronica GiocoParma          | 0  | 18 | 0  | 18 | 811  | 1537 | -726 |

## Play-off
Le semifinali sono al meglio delle 2 gare, mentre la finale è al meglio delle 3.
Tabellone
|  | Semifinali | Semifinali          | Semifinali          | Semifinali | Semifinali |  |  | Finale | Finale            | Finale | Finale | Finale |  |
|  |            |                     |                     |            |            |  |  |        |                   |        |        |        |  |
|  | 1          | Santa Lucia Roma    | Santa Lucia Roma    | 62         | 65         |  |  |        |                   |        |        |        |  |
|  | 4          | GSD Porto Torres    | GSD Porto Torres    | 48         | 50         |  |  | 1      | Santa Lucia Roma  | 69     | 65     | 57     |  |
|  | 2          | Briantea 84 Cantù   | Briantea 84 Cantù   | 49         | 72         |  |  | 2      | Briantea 84 Cantù | 61     | 66     | 59     |  |
|  | 3          | Amicacci Giulianova | Amicacci Giulianova | 59         | 61         |  |  |        |                   |        |        |        |  |

## Verdetti
- Campione d'Italia:  Unipol Briantea 84 Cantù
- Retrocessioni in B: Laumas Elettronica GiocoParma